# Villez-sous-Bailleul
Villez-sous-Bailleul är en kommun i departementet Eure i regionen Normandie i norra Frankrike. Kommunen ligger i kantonen Vernon-Nord som tillhör arrondissementet Évreux. År 2022 hade Villez-sous-Bailleul 318 invånare.

## Befolkningsutveckling
Antalet invånare i kommunen Villez-sous-Bailleul
Referens:INSEE